# Gneu Planci
Gneu Planci (en llatí Cnaeus Plancius) va ser un cavaller romà nadiu d'Atina, prop d'Arpinium al Latium. Era fill d'un eques que era un dels publicans més rics i importants, i havia servit amb Publi Licini Cras Dives (que era cònsol l'any 97 aC), i després es va guanyar l'odi de l'aristocràcia quan va pressionar per obtenir la reducció de les taxes que pagaven els publicans a Àsia i el 59 aC va donar suport a Juli Cèsar que va garantir les peticions dels eques.
Gneu Planci va servir a Àfrica amb el propretor Aule Torquat l'any 70 aC. El 68 aC a Creta sota el procònsol Quint Cecili Metel Crètic, i el 62 aC va ser tribú militar a l'exèrcit de Gai Antoni Hibrida a Macedònia, província on va ser qüestor l'any 58 aC sota el govern de Luci Apuleu. Aquí va rebre cordialment a Ciceró que havia estat desterrat de Roma.
L'any 56 aC va ser elegit tribú de la plebs. El 55 aC era candidat a edil curul, però finalment no es van fer eleccions i a l'any següent, quan es van fer, en va sortir elegit junt amb Quint Pedi i va exercir durant la resta de l'any. Els candidats derrotats Juvenci Laterense i Luci Cassi Longí el van denunciar per haver subornat als comicis i en virtut de la Llei Licínia l'acusador tenia el dret de triar al president del tribunal i seleccionar les quatre tribus davant les que s'havia de fer el judici (l'acusat en podia rebutjar únicament una). El president elegit del tribunal va ser el pretor Gai Alfi Flau. Planci va ser defensat per Ciceró i va aconseguir l'absolució.
A la Segona guerra civil (49 a 45 aC) va abraçar el partit pompeià i després de la guerra va viure exiliat a Còrcira.